# Banatoniscus karbani
Banatoniscus karbani är en kräftdjursart som beskrevs av Ionel Grigore Tabacaru 1991. Banatoniscus karbani ingår i släktet Banatoniscus och familjen Trichoniscidae. Inga underarter finns listade i Catalogue of Life.